# Salmo 97

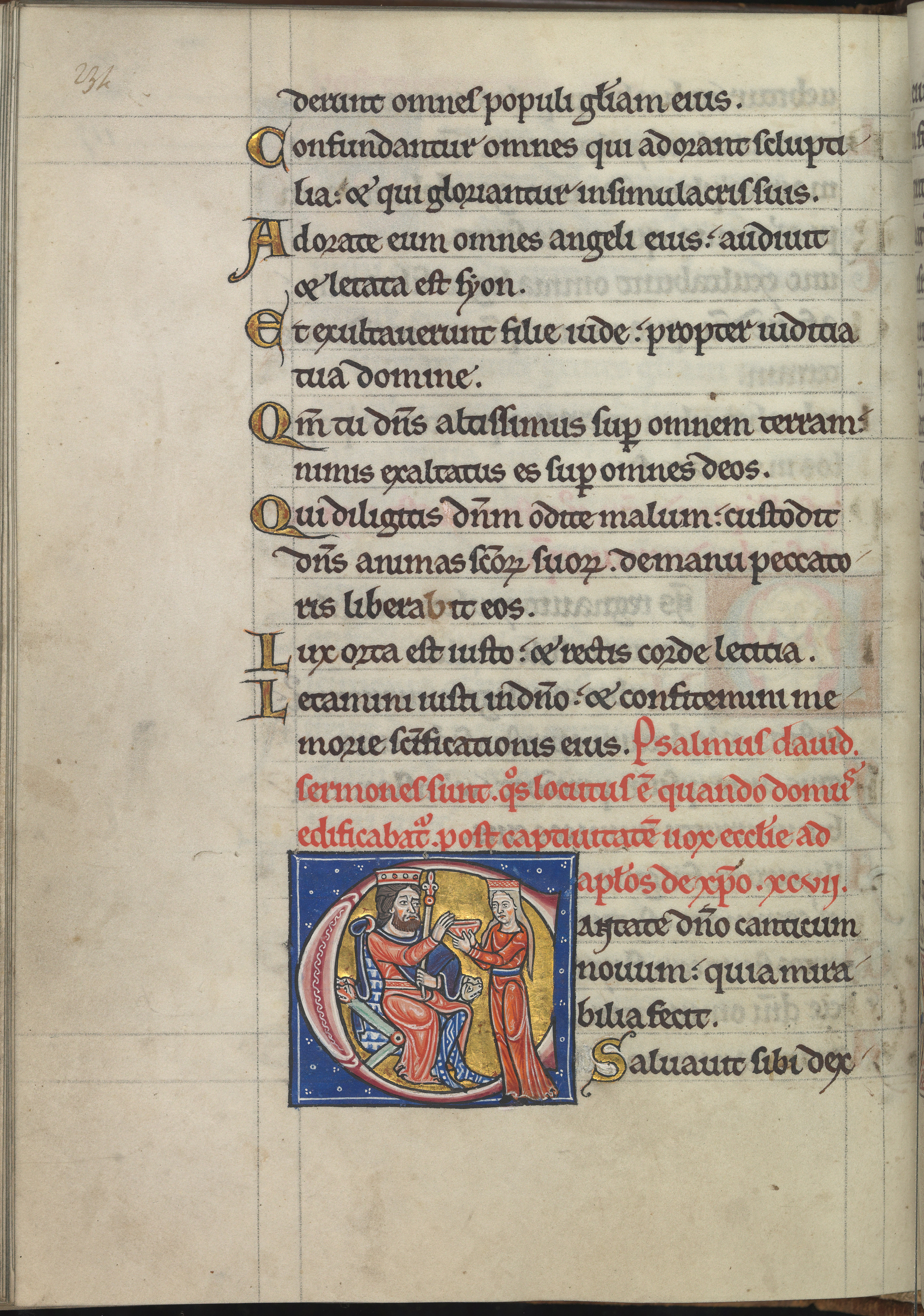
Salmo 97 en el Salterio de Leonor de Aquitania (ca. 1185)

El Salmo 97 es el salmo 97 del Libro de los Salmos, que comienza en la versión inglesa de la Versión King James: «El Señor reina; que se regocije la tierra», también como «El Señor es Rey». El Libro de los Salmos forma parte de la tercera sección del Biblia hebrea, y es un libro del Antiguo Testamento cristiano. En latín, se conoce como «Dominus regnavit exultet terra». El salmo es un salmo himno; la Biblia de Jerusalén lo llama un «himno escatológico».
En el sistema de numeración ligeramente diferente de la versión griega Septuaginta de la Biblia y en la latina Vulgata, este salmo es el Salmo 96.
El salmo forma parte habitual de las liturgias judía, católica, luterana, anglicana y otras protestantes. A menudo se ha puesto música, en particular por Heinrich Schütz como un motete alemán, y por Antonín Dvořák, que lo puso en checo en sus Canciones bíblicas.

## Texto
La siguiente tabla muestra el texto en hebreo del salmo con vocales, junto con el texto en griego koiné de la Septuaginta y la traducción al español de la Biblia del Rey Jacobo. Tenga en cuenta que el significado puede diferir ligeramente entre estas versiones, ya que la Septuaginta y el texto masorético provienen de tradiciones textuales diferentes. En la Septuaginta, este salmo está numerado como Salmo 96.
| #  | Hebreo                                                  | Español | Griego |
| -- | ------------------------------------------------------- | --- | --- |
| 1  | יְהֹוָ֣ה מָ֭לָךְ תָּגֵ֣ל הָאָ֑רֶץ יִ֝שְׂמְח֗וּ אִיִּ֥ים רַבִּֽים׃                      | El Señor reina; regocíjese la tierra; alégrense las muchas islas.                                                             | Τῷ Δαυΐδ, ὅτε ἡ γῆ αὐτοῦ καθίσταται. - El Señor ha reinado, regocíjese la tierra, alégrense las muchas islas.                            |
| 2  | עָנָ֣ן וַעֲרָפֶ֣ל סְבִיבָ֑יו צֶ֥דֶק וּ֝מִשְׁפָּ֗ט מְכ֣וֹן כִּסְאֽוֹ׃                   | Las nubes y la oscuridad le rodean; la justicia y el juicio son el fundamento de su trono.                                    | νέφη καὶ γνόφος κύκλῳ αὐτοῦ, δικαιοσύνη καὶ κρίμα κατόρθωσις τοῦ θρόνου αὐτοῦ.                                                           |
| 3  | אֵ֭שׁ לְפָנָ֣יו תֵּלֵ֑ךְ וּתְלַהֵ֖ט סָבִ֣יב צָרָֽיו׃                           | Un fuego va delante de él y quema a sus enemigos por todos lados.                                                             | πῦρ ἐναντίον αὐτοῦ προπορεύσεται καὶ φλογιεῖ κύκλῳ τοὺς ἐχθροὺς αὐτοῦ·                                                                   |
| 4  | הֵאִ֣ירוּ בְרָקָ֣יו תֵּבֵ֑ל רָאֲתָ֖ה וַתָּחֵ֣ל הָאָֽרֶץ׃                         | Sus relámpagos iluminaron el mundo; la tierra lo vio y tembló.                                                                | ἔφαναν αἱ ἀστραπαὶ αὐτοῦ τῇ οἰκουμένῃ, εἶδε καὶ ἐσαλεύθη ἡ γῆ.                                                                           |
| 5  | הָרִ֗ים כַּדּוֹנַ֗ג נָ֭מַסּוּ מִלִּפְנֵ֣י יְהֹוָ֑ה מִ֝לִּפְנֵ֗י אֲד֣וֹן כׇּל־הָאָֽרֶץ׃          | Las colinas se derritieron como cera ante la presencia del Señor, ante la presencia del Señor de toda la tierra.              | τὰ ὄρη ὡσεὶ κηρὸς ἐτάκησαν ἀπὸ προσώπου Κυρίου, ἀπὸ προσώπου Κυρίου πάσης τῆς γῆς.                                                       |
| 6  | הִגִּ֣ידוּ הַשָּׁמַ֣יִם צִדְק֑וֹ וְרָא֖וּ כׇל־הָעַמִּ֣ים כְּבוֹדֽוֹ׃                   | Los cielos proclaman su justicia, y todos los pueblos ven su gloria.                                                          | ἀνήγγειλαν οἱ οὐρανοὶ τὴν δικαιοσύνην αὐτοῦ, καὶ εἴδοσαν πάντες οἱ λαοὶ τὴν δόξαν αὐτοῦ.                                                 |
| 7  | יֵבֹ֤שׁוּ ׀ כׇּל־עֹ֬בְדֵי פֶ֗סֶל הַמִּֽתְהַלְלִ֥ים בָּאֱלִילִ֑ים הִשְׁתַּחֲווּ־ל֝֗וֹ כׇּל־אֱלֹהִֽים׃ | Confundidos sean todos los que sirven a imágenes talladas, los que se jactan de sus ídolos: adoradle, todos vosotros, dioses. | αἰσχυνθήτωσαν πάντες οἱ προσκυνοῦντες τοῖς γλυπτοῖς, οἱ ἐγκαυχώμενοι ἐν τοῖς εἰδώλοις αὐτῶν· προσκυνήσατε αὐτῷ, πάντες οἱ ἄγγελοι αὐτοῦ. |
| 8  | שָׁמְעָ֬ה וַתִּשְׂמַ֨ח ׀ צִיּ֗וֹן וַ֭תָּגֵלְנָה בְּנ֣וֹת יְהוּדָ֑ה לְמַ֖עַן מִשְׁפָּטֶ֣יךָ יְהֹוָֽה׃   | Sion oyó y se alegró; y las hijas de Judá se regocijaron por tus juicios, oh Señor.                                           | ἤκουσε καὶ εὐφράνθη ἡ Σιών, καὶ ἠγαλλιάσαντο αἱ θυγατέρες τῆς ᾿Ιουδαίας ἕνεκεν τῶν κριμάτων σου, Κύριε·                                  |
| 9  | כִּֽי־אַתָּ֤ה יְהֹוָ֗ה עֶלְי֥וֹן עַל־כׇּל־הָאָ֑רֶץ מְאֹ֥ד נַ֝עֲלֵ֗יתָ עַל־כׇּל־אֱלֹהִֽים׃     | Porque tú, Señor, eres alto sobre toda la tierra; tú eres exaltado sobre todos los dioses.                                    | ὅτι σὺ εἶ Κύριος ὕψιστος ἐπὶ πᾶσαν τὴν γῆν, σφόδρα ὑπερυψώθης ὑπὲρ πάντας τοὺς θεούς.                                                    |
| 10 | אֹֽהֲבֵ֥י יְהֹוָ֗ה שִׂנְא֫וּ־רָ֥ע שֹׁ֭מֵר נַפְשׁ֣וֹת חֲסִידָ֑יו מִיַּ֥ד רְ֝שָׁעִ֗ים יַצִּילֵֽם׃     | Ye that love the LORD, hate evil: he preserveth the souls of his saints; he delivereth them out of the hand of the wicked.    | οἱ ἀγαπῶντες τὸν Κύριον, μισεῖτε πονηρά· φυλάσσει Κύριος τὰς ψυχὰς τῶν ὁσίων αὐτοῦ, ἐκ χειρὸς ἁμαρτωλῶν ῥύσεται αὐτούς.                  |
| 11 | א֭וֹר זָרֻ֣עַ לַצַּדִּ֑יק וּֽלְיִשְׁרֵי־לֵ֥ב שִׂמְחָֽה׃                           | Se siembra luz para los justos, y alegría para los rectos de corazón.                                                         | φῶς ἀνέτειλε τῷ δικαίῳ καὶ τοῖς εὐθέσι τῇ καρδίᾳ εὐφροσύνη.                                                                              |
| 12 | שִׂמְח֣וּ צַ֭דִּיקִים בַּיהֹוָ֑ה וְ֝הוֹד֗וּ לְזֵ֣כֶר קׇדְשֽׁוֹ׃                      | Rejoice in the Lord, ye righteous; and give thanks at the remembrance of his holiness.                                        | εὐφράνθητε, δίκαιοι, ἐν τῷ Κυρίῳ, καὶ ἐξομολογεῖσθε τῇ μνήμῃ τῆς ἁγιωσύνης αὐτοῦ.                                                        |

## Comentarios

### De la Iglesia católica

#### A todo el salmo
Este salmo continúa la llamada universal a alabar al Señor, como ya se expresaba en el salmo anterior. Se destacan la majestad y el esplendor que acompañan su presencia. Entre todos los pueblos, Sión y las ciudades de Judá son las primeras en reconocer su gloria. En la versión griega (Setenta), este salmo está unido al anterior, y ambos muestran rasgos comunes como el uso de frases tomadas de otros salmos, lo que sugiere una composición tardía.
El poema se estructura en dos partes: primero, se proclama que el Señor reina y se describe su manifestación poderosa; luego, se contrasta la suerte de quienes rechazan a Dios con la alegría de Jerusalén y de los justos. El tema de la alegría, presente en todo el salmo, anticipa el saludo del ángel a María en la Anunciación, reflejando la alegría del pueblo fiel ante la llegada del Reino.

#### A los versículos 7-12
En contraste con el llamado a la alegría dirigido a las naciones (v. 1) y con el gozo experimentado por Sión (v. 8), se encuentra la vergüenza que sentirán quienes rinden culto a ídolos (v. 7). La expresión «hijas de Judá» alude a las distintas ciudades del territorio judío, representando así al pueblo de Judá, que se alegra al reconocer que el Señor es Rey sobre toda la tierra. Aquellos que evitan el mal recibirán la protección de Dios; entonces, comprenderán su acción, se alegrarán y darán gloria a su «memoria» (v. 12), es decir, al recuerdo vivo de sus intervenciones salvíficas. Con la venida de Cristo se inaugura el Reino de Dios en el mundo, y quienes le pertenecen comparten su victoria. Por esta razón, la Iglesia asocia este salmo a la fiesta de la Transfiguración del Señor, ya que en ese acontecimiento los Apóstoles contemplaron anticipadamente la gloria del Reino que había comenzado a manifestarse.

## Testigos textuales
Algunos de los primeros manuscritos que contienen el texto de este capítulo en hebreo bíblico pertenecen a la tradición del texto masorético, que incluye el Códice de Alepo (siglo X) y el Códice de Leningrado (1008).
El palimpsesto existente AqTaylor incluye una traducción al griego koiné realizada por Aquila de Sinope hacia el año 130 d. C., que contiene los versículos 1-12.

## Temas
El Salmo 97 presagia la era mesiánica en la que Dios reinará supremo sobre la tierra. Sus versículos hacen referencia a la soberanía de Dios, a su promulgación de la justicia y al regocijo generalizado que se producirá a continuación. 

## Versículo 8
Sion oye y se alegra,

Y se regocijan las hijas de Judá.
«Sion» significa Jerusalén, las «hijas de Judá» son las otras ciudades del Judá.

## Usos

### Judaísmo
El Salmo 97 es el tercero de los seis salmos recitados durante el servicio de Kabbalat Shabat (Bienvenida al Shabat) en las comunidades asquenazí, jasídica y algunas sefardíes.  Estos seis salmos representan los seis días de la semana, correspondiendo el Salmo 97 al tercer día (martes).
El versículo 11 del salmo, «Se siembra la luz para los justos...», es recitado por los judíos asquenazíes orientales al comienzo del servicio del Kol Nidre en Yom Kipur.
El versículo 11 es también uno de los versículos que el Shulján Aruj (Código de la Ley Judía) aconseja decir si una persona tiene problemas para conciliar el sueño. ref>Buxbaum, Yitzhak (1999). com/books?id=D3DLtspv7u4C&pg=PA557 Jewish Spiritual Practices. Jason Aronson. p. 557. ISBN 1568212062.</ref>

### Nuevo Testamento
En la Carta a los Hebreos en el Nuevo Testamento, 1:5-13 relata una serie de pruebas bíblicas de que «el Hijo es mayor que los [[ángeles]» , incluyendo en el versículo 6, «Y que todos los ángeles de Dios le adoren» . La versión Texto masorético del Salmo 97:7 dice «adoradle, todos vosotros los dioses», pero el equivalente en la Septuaginta dice «προσκυνήσατε αὐτῷ πάντες οἱ ἄγγελοι αὐτοῦ», «adoradle, todos vosotros sus ángeles». El comentarista bíblico A. F. Kirkpatrick sugiere que la cita hebrea puede provenir del Salmo 97:7 o, alternativamente, de la expansión de la Septuaginta de 32:43. 

## Arreglos musicales
Heinrich Schütz puso música al salmo en alemán como parte de su arreglo del Salterio de Becker, que publicó en 1628. Titulado «Der Herr ist König überall» (El Señor es Rey en todas partes), está catalogado como SWV 195. Henry Desmarest compuso un gran motete, «“”Dominus regnant“”» (fecha desconocida). Jean-Joseph Cassanéa de Mondonville compuso un gran motete, «“”Dominus regnavit“”» en 1734. Johann Sebastian Bach basó el primer movimiento de una cantata de boda, Dem Gerechten muß das Licht, BWV 195, en 
- Wikisource contiene obras originales de o sobre Salmo 97. posiblemente en 1727.[22] Friedrich Louis Benda puso el salmo en alemán como una cantata para tres solistas, coro y orquesta en 1786.[23] Otto Nicolai puso música al Salmo 97 en alemán como motete para coro a capela con pasajes solistas, «Der Herr ist König» (El Señor es Rey) en 1832, publicado por Bote & Bock en Berlín en 1977.[24] Antonín Dvořák puso música a los versículos 2-6 en checo en el n.º 1 de sus Canciones bíblicas, op. 99, en 1894.[25] [26]

Entre las obras para los servicios anglicanos se incluye una composición de Joseph Barnby, The Lord is King.